# Burg Malchow (Freienwalde)

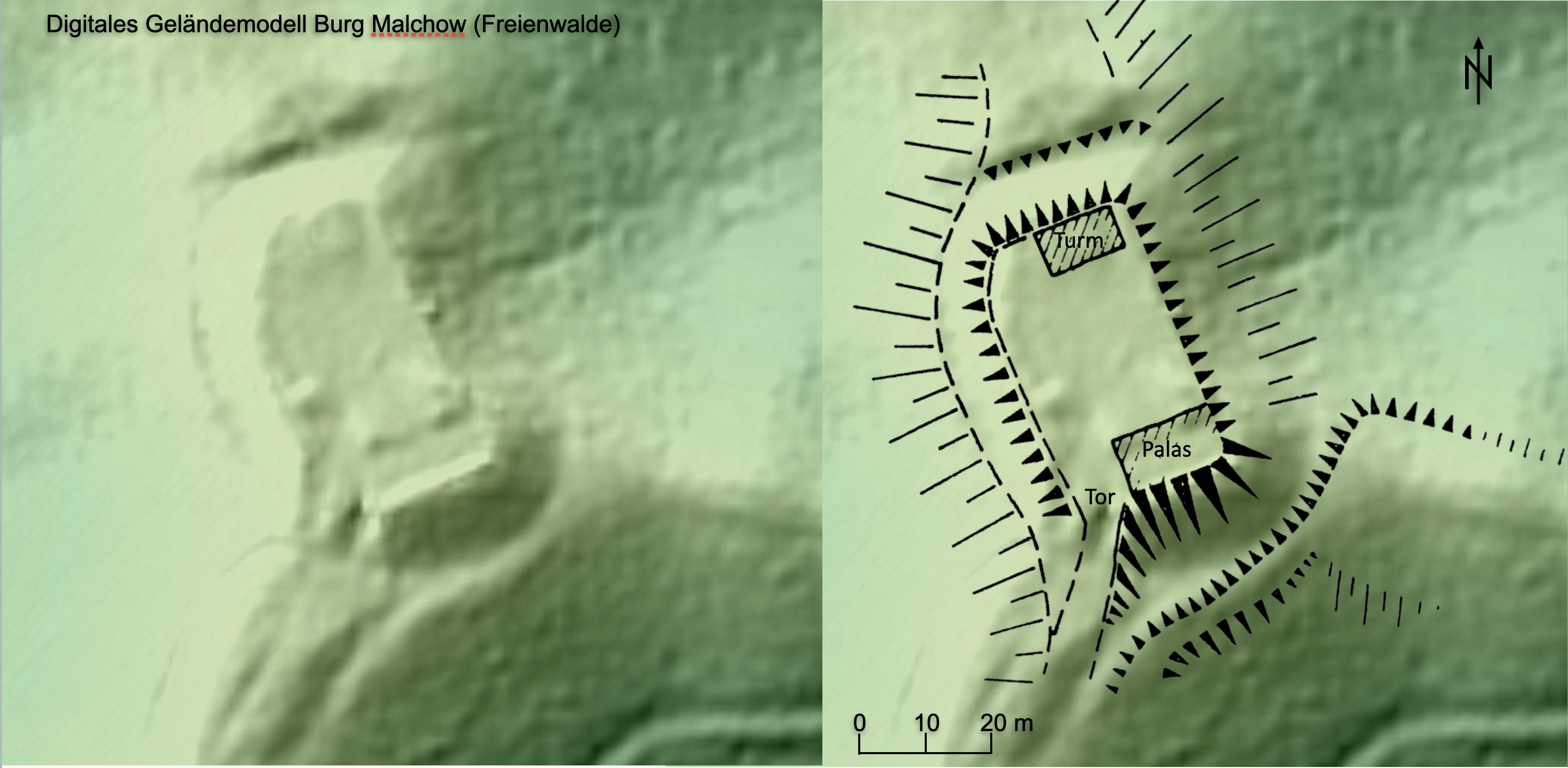
Digitales Geländemodell Burg Malchow mit Einzeichnung nach Joachim Herrmann

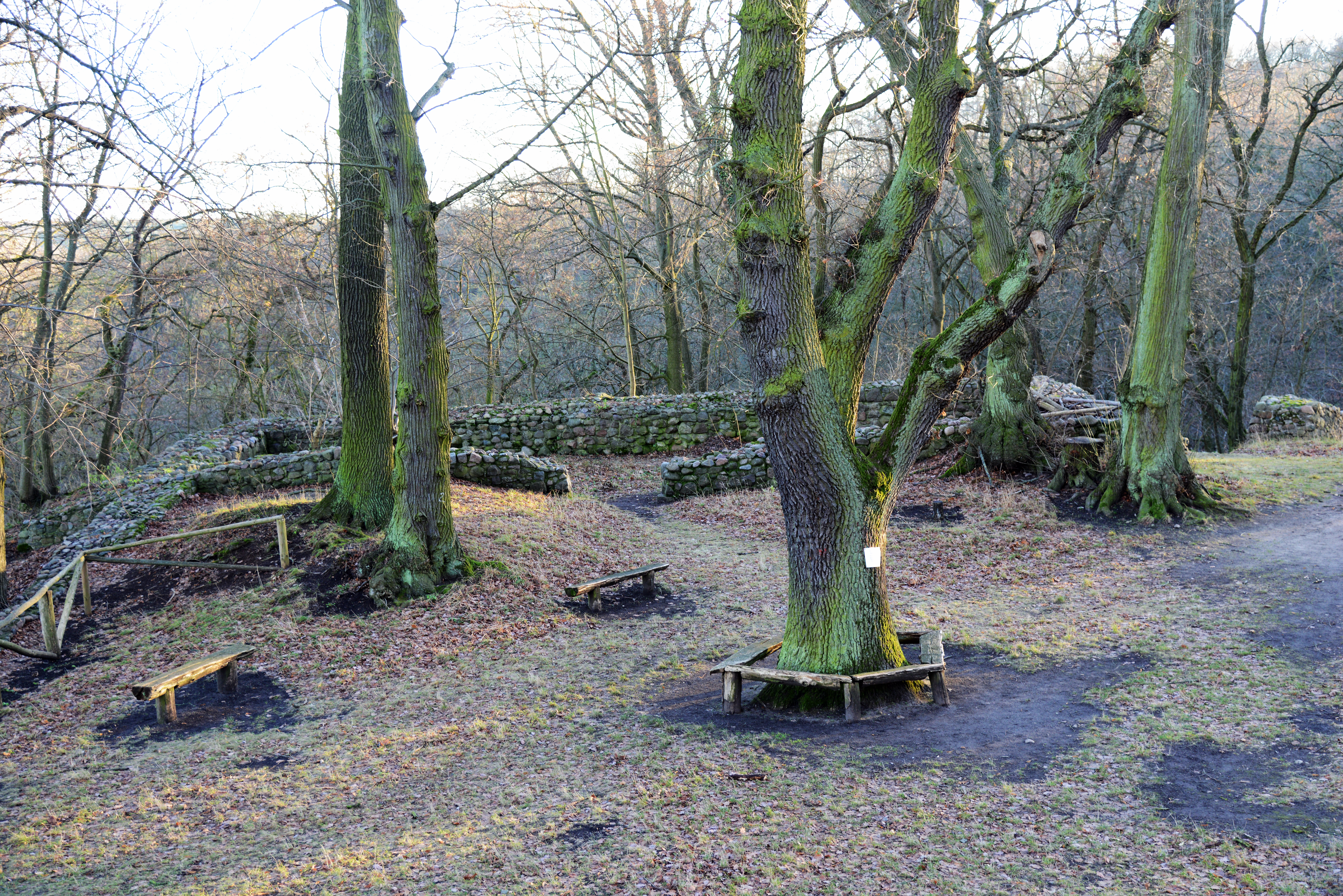
Mauerreste des palastartigen Gebäudes an der Südost-Ecke der Burgaußenmauer

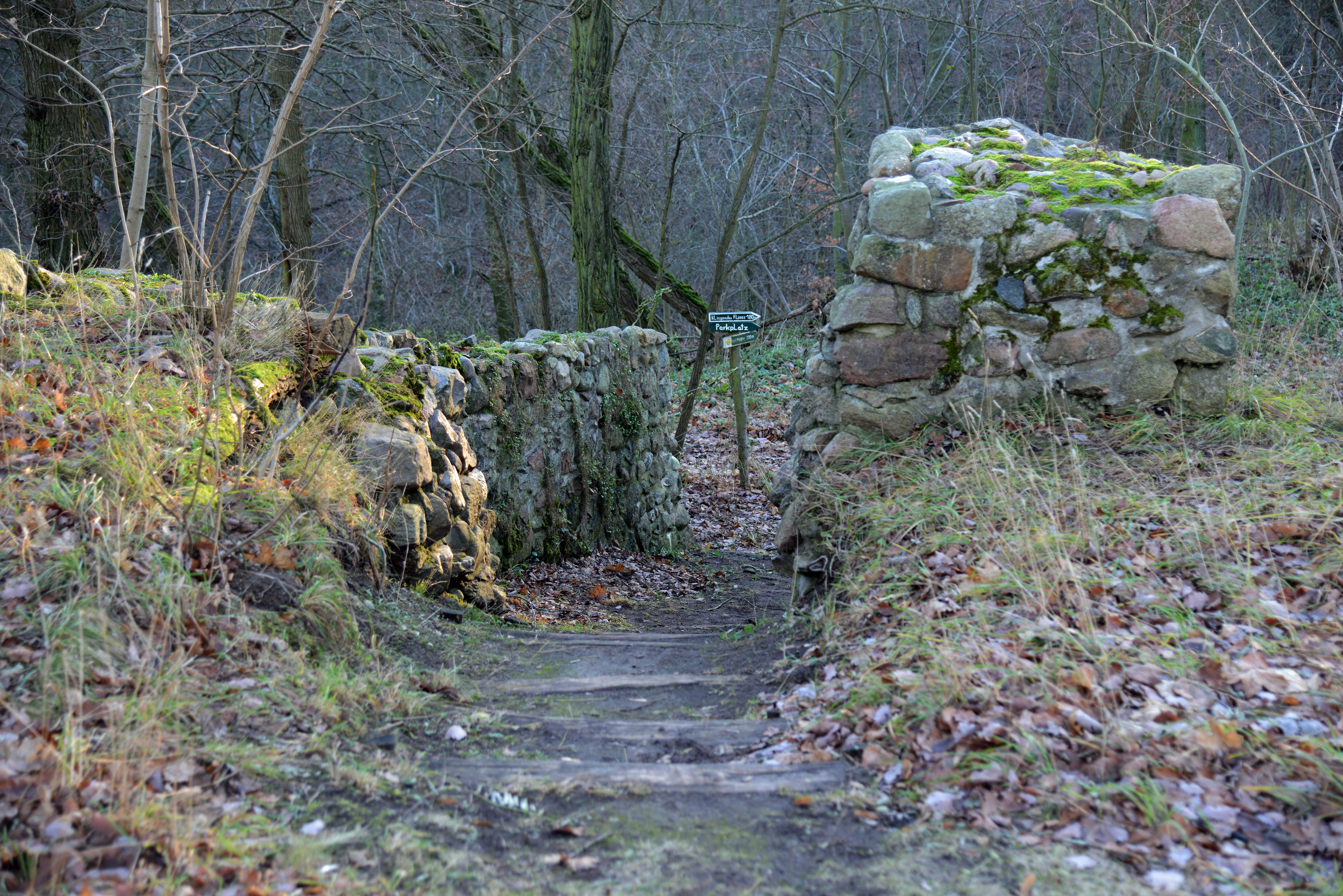
Reste der Toranlage in der Südwest-Ecke der Burgaußenmauer

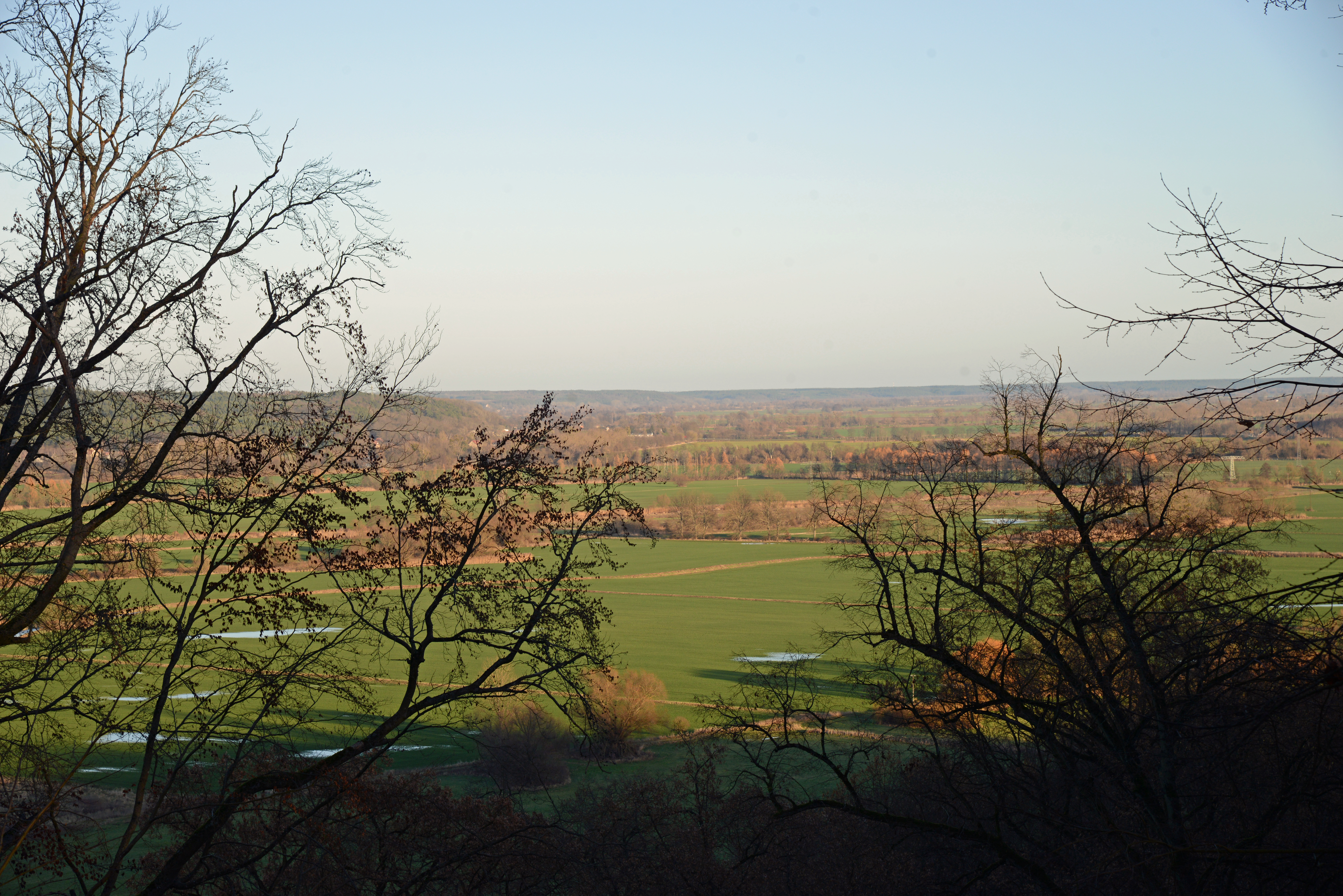
Blick von der Nordost-Mauer der Burg Malchow über das Oderbruch und die Oder in die Neumark

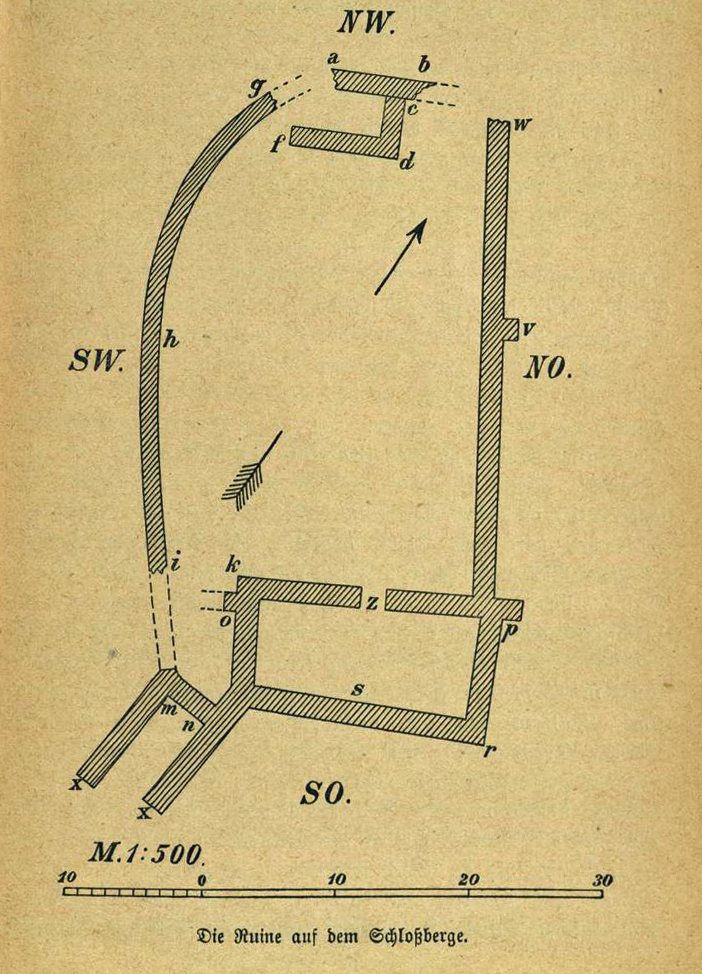
Grundriss der Burgruine Malchow nach den Grabungsergebnissen der Ausgrabung von 1893/1894 durch den Freienwalder Geschichtsverein

Die Burg Malchow  ist die Ruine einer kleinen landesherrlichen Höhenburg auf dem Plateau des Schlossbergs, südlich der B 167, 2 km nordwestlich von Bad Freienwalde (Oder). Die Anlage wird auch in Bezug auf alte Flurnamen Malchow-Burg genannt.

## Lage
Die Burg Malchow liegt an der Nordost-Kante der Oberbarnimer Hochfläche, unmittelbar an der steil abfallenden Bruchkante zum Oderbruch auf dem Plateau des 77 m hohen Schlossbergs, einem von Südost nach Nordwest verlaufendem Sporn der Barnimhochfläche. Er fällt nach Südwest und Nordost steil ab. An der Südwestseite wird der Schlossberg durch ein Tal mit dem Bach „Klingendes Fließ“ begrenzt. Dem Burghügel gegenüber liegt ein Berg, der früher Marienberg hieß, auf dem im 16. Jh. noch Mauern einer größeren Kirche sichtbar gewesen sind. Der Siedlungskomplex um den Schlossberg bei Malchow ist älter als die 1316 erstmals erwähnte Stadt Freienwalde.
Die strategische Lage der Burg sicherte den Oderübergang an der schmalsten Stelle des Oderbruchs und die Kreuzung zweier alter Handelsstraßen. Die Via vetus verlief von Köpenick, dem Hauptort des Fürstentums Köpenick, nördlich der Grenze des polnischen Landes Lebus und erreichte das Odertal im Bereich Wriezen und Bad Freienwalde (Oder) und stellt damit eine wichtige Ostwest-Handelsroute dar. Die Odertalrandstraße folgte dem westlichen Oderufer von Frankfurt (Oder) nach Stettin und war eine bedeutende Nordsüd-Handelsroute.
Wahrscheinlich entwickelte sich schon um 1200 am Übergang über den sogenannten Freienwalder Landgraben eine deutsche Kaufmannssiedlung (ursprünglich bestand ein Gasthaus an der Furt).

### Schlossberg
Der Schlossberg verdankt seinen Namen der Burg Malchow. Die Namensgebung erklärt sich mit einer Sage, nach der es sich bei diesem Bauwerk um das Schloss der Familie von Uchtenhagen gehandelt habe.

„Die Hügel sind Freienwaldes Schönheit und sein Schatz. Wer, der je in der Märkischen Schweiz war, hätte nicht vom Ruinen- und Kapellenberg, von der Königshöhe und dem Monte Caprino gehört; heute jedoch, an allen diesen Punkten schöner Aussicht vorübergehend, machen wir dem entfernter gelegenen, halb verwilderten Schloßberg unsren Besuch, auf dem laut Sage die alte Burg der Uchtenhagens stand.“

## Geschichte

### Anfang unter den Wettinern
Die kleine Höhenburg wird in die ersten beiden Jahrzehnte des 13. Jahrhunderts datiert und gehört zu der Burgenlandschaft Freienwalde und Wriezen. Sie ist in der Burgenliste von Joachim Herrmann unter Nummer 53 (Große Burg mit eckigem Grundriss) und dem Fund von frühdeutscher, blaugrauer Keramik als wahrscheinlich deutsche Gründung aufgelistet.
Diese Burgen wurden wahrscheinlich von den Wettinern und deren Adel an der Odergrenze des ehemaligen Fürstentums Köpenick im 13. Jahrhundert gegen die Askanier und die Lebuser Piasten im Land Lebus erbaut. Das Fürstentum Köpenick der slawischen Sprewane, in dem in der Mitte des 12. Jh. Jaczas von Köpenick geherrscht hatte, war um 1180 von dem wettinischen Markgrafen Konrad II. von Landsberg mit seinem Vater Dedo V. erobert worden.  Die Burganlage in Köpenick nutzten sie als Basis für weitere Eroberungszüge gegen Lebus und in Richtung Wriezen und Freienwalde (Oder). Ab 1190 begannen die Wettiner diese neu eroberten Gebiete tatkräftig auszubauen.

### Unter den Askaniern
Die Askanier strebten durch Eroberung der Hochflächen Teltow und Barnim einen Zugang zur Oder und letztlich zur Ostsee zu schaffen. Nach dem Sieg im Teltow-Krieg und Magdeburger Krieg 1245 unter den askanischen Markgrafen der Mark Brandenburg Johann I. und Otto III. gehörte der gesamte Barnim und damit auch die Burg Malchow dauerhaft zur Mark Brandenburg.

### Kurfürsten von Brandenburg
Zwischen 1369 und 1375 erhielten die Brüder Heinrich I. und Arnold I. von Uchtenhagen die Stadt Freienwalde als markgräfliches Lehen. Die Uchtenhagen traten, seit Arnold von Uchtenhagen 1316 zum Burghauptmann von Meseritz bestellt worden war, im Dienst der Askanier und Wittelsbacher vielfach als brandenburgische Burgmannen, Hauptleute und Vögte hervor. Damit kam die Burg in den Besitz des brandenburgischen Adelsgeschlechts derer von Uchtenhagen und blieb dies bis mit Hans V. von Uchtenhagen die Familie im Jahre 1618 ausstarb.
Der Historiker Leutinger schreibt über die Zeit zwischen 1501 und 1594 und erwähnt eine Festung Vchtenhagium, bei der es sich um die Burg Malchow handeln könnte:

“Acres veteris Marchia §11: Acres haud ignobiles præfert […] Vchtenhagium, […], cum aliis septem, ruinis potius, quam operibus spectabilibus.”

„Die alten Burgen der Mark Brandenburg §11: Die Festungen sind nicht eben unbedeutend, vor allem […] die Festung Uchtenhagen […], da die anderen sieben eher Ruinen, als ansehnliche Bauwerke sind.“

Der Zeitpunkt der Aufgabe der Burg ist nicht bekannt. Seit dem 17. Jahrhundert wurde die Burg jedoch als Steinbruch genutzt. Der Amtsschreiber des Amtes Freienwalde Israel Jahn berichte am 7. Juli 1624 dem Kurfürsten Georg Wilhelm über den Bürger Hans Rebentisch: „...hat auf dem Schloßberg ein stadtliches Fundament eines alten Schlosses und Hauses zerbrechen und die bauschlachtigen Steine in großer Zahl wegfahren lassen“
Am 11. August 1806 führten die drei preußischen Prinzen Kronprinz Friedrich Wilhelm von Preußen, Prinz Carl von Preußen und Prinz Wilhelm von Preußen in Begleitung ihrer Erzieher Geheimer Regierungsrat Friedrich Delbrück und Geheimer Regierungsrat Julius Reimann Ausgrabungen in der Burg Malchow durch. Sie gruben Tonscherben, verbrannte Steine, Asche, Metallteile und Tonerde aus. Delbrück leitete aus den Funden ab, dass die Burg durch Feuer zerstört wurde. Weiterhin berichtete Delbrück, dass zuvor der Obersteiger und Assessor Liebmann vom Alaunwerk Freienwalde mit vier Bergleuten die Mauern bis zum Fundament ergraben haben und nichts Bedeutendes fanden.

### Deutsches Kaiserreich
Eine Untersuchung des Bauwerks erfolgte 1823 vom Landrat des Kreises Oberbarnim Leopold von Reichenbach. Er berichtet von einer Silbermünze, die in der Burg im September 1827 gefunden wurde und die sich in seinem Besitz befand. Die Münze war aus Silber und hatte die Größe eines Preußischen Sechsgroschen-Stücks. Auf dem Avers erkannte er undeutlich das Bild eines Lindwurms und die Umschrift „GROSSVS·MARC·MISNENSIS“. Auf dem Revers war ein großes Kreuz und die Umschrift „FRID·D·G [...] VRIDARS [...] GRAVIS“ lesbar. Die lateinische Umschrift auf dem Avers (Groschen der Mark Meißen) und das Lilienkreuz auf dem Revers belegen hier einen Meißner Groschen, der von 1338 bis 1485 geprägt wurde. Der Lindwurm ist wahrscheinlich ein Meißner Löwe. Die Umschrift auf dem Revers kann mit FRID·DI·GRA·TVRING·LANGRAVIS (Friedrich von Gottes Gnaden Landgraf von Thüringen) gedeutet werden. Als Münzherr kommt Friedrich II. oder einer seiner gleichnamigen Nachfolger in Frage. Dies ergibt, abgeleitet von der Prägezeit der Münze, für die Aufgabe der Burg einen terminus post quem. Weiterhin erwähnt Leopold von Reichenbach mehrere dünnwandige, einseitig gestempelte Brakteaten, die in der Nähe gefunden wurden. Hierbei handelt es sich wahrscheinlich um die auch bei Heller und Hermann erwähnten Brakteaten Jaczas von Köpenicks. Zwischen 1150 und 1170 wurden diese Münzen im slawischen Fürstentum Köpenick, das im Wesentlichen aus den Hochflächen Teltow und Barnim bestand, geprägt. Dies steht im Widerspruch zur vermuteten Entstehungszeit der Burg um 1214.
Eine Ausgrabung 1893/1894 wurde durch Oberstabsarzt a. D. Eduard Heller vom Freienwalder Geschichtsverein durchgeführt. In der Burgruine fanden sich bei den Ausgrabungen 1893 eine Münze Jaczas von Köpenicks, Meißner Groschen und dünnwandige Tonscherben hell graublauer Farbe.
Auf dem Burgfundament der Burg Malchow wurde 1895 der 28 Meter hohe Bismarckturm an der Nordwestecke im Areal des hochmittelalterlichen viereckigen Turms der alten Burgruine erbaut. Entworfen wurde das Bauwerk in Bezugnahme auf die Burg Malchow als mittelalterlicher Wehrturm vom Architekten Ernst Milde aus Berlin. Die Bauausführung übernahm das Baugeschäft Emil Baeskow unter beratender Mitwirkung von Kreisbaumeister Theodor Düsterhaupt. Der Grundstein wurde am 1. April 1895 gelegt, dem 80. Geburtstag von Otto von Bismarck. Eingeweiht wurde der Turm am 2. September 1895, damit ist er wahrscheinlich der älteste Bismarckturm in Deutschland. Der Ziegelbau des eigentlichen Rundturmes ruht auf einem quadratischen Feldsteinsockel, der aus Steinen der Ausgrabungen von 1893/1894 im Burghof errichtet worden ist.

### Nach 1945
Während der Schlacht um die Seelower Höhen im April 1945 erlitt der Bismarckturm Kriegsschäden. Mitte der 1950er Jahre wurde der Turm mit privaten Mitteln saniert. Danach wurde er aus ideologischen Gründen in „Turm der Jugend“ umbenannt und wieder eröffnet. In der Zeit bis zum Zusammenbruch der DDR verfiel das Bauwerk. 1990 erfolgte die Rückbenennung in Bismarckturm. Der Bismarckturm wurde 1991 bis 1994 grundlegend saniert. Auch wurden die Wappen unterhalb der Zinnen, die die Geschichte der Burg illustrieren, erneuert. Der Turm trägt neben dem Bismarck-Wappen, das Wappen derer von Uchtenhagen, das Freienwalder Stadtwappen mit dem Uchtenhagener Rad und das brandenburgische Wappen mit dem askanischen Adler.

## Heutige Nutzung
Der Schlossberg ist heute dicht bewaldet. Er gilt wegen der Ruine der Burg Malchow, des hier errichteten Bismarckturms und dem weiten Blick über die Hügel und Schluchten der Oberbarnimer Berge, das Niederoderbruch mit der Insel Neuenhagen, dem Schiffshebewerk Niederfinow und der Schorfheide als beliebtes Wanderziel.

## Beschreibung
Die Burg Malchow ist nach dem Prähistoriker Joachim Herrmann eine Burg Typ B mit eckigem, überwiegend rechteckigem Grundriss. Die Burg wurde auf einem Bergsporn des Schlossberges über dem Odertal errichtet und besitzt eine Seitenlänge von 23 × 46 m mit entsprechenden davorgelegenen Gräben. Die Kuppe des Schlossbergs war planiert. Entlang der Plateaukante verläuft eine teilweise mit Stützpfeilern versehene Umfassungsmauer aus Feldsteinen. Die Mauern sind noch 1 bis 1,6 m hoch und fast an allen Stellen der Burgruine 1,40 m breit. Im Süden befand sich eine zwingerartige Toranlage als Zugang. Im Bereich dieses Zugang fanden sich an der Innenseite der Mauer quadratische 20 cm große Aussparungen mit geneigten Vorsprüngen darüber. Diese Konstruktion kann als Balkenaufnahme und Auflagepunkte für eine Zugbrücke interpretiert werden. Östlich dieser stand vermutlich ein Palas, im Nordwesten des Areals ein viereckiger Turm. Der Turm wird vom Ausgräber allerdings in Zweifel gezogen, da auf einer Seite der Konstruktion kein Mauerfundament nachweisbar war. Auf der Nordwest-Seite verläuft ein breiter, tiefer Graben, während ein weiterer im Südosten flacher ist. Heller beschreibt im Grabungsbericht von 1893/1894 an der Südost-Mauer einen Bereich, in dem die Mauer offenbar durch schlechteres Mauerwerk und mit einer Füllung aus Ziegelbruch und kleinen Steinen repariert wurde. Er deutet den Befund als spätere Reparatur einer Zerstörung in einem Konflikt. Weiterhin fanden sich an der Südost-Wand Brandspuren, die ebenfalls auf einen Angriff deuten könnten. Die von Heller gefundenen 85 mm langen eisernen Spitzen mit ausgehöhltem Ende könnten als Armbrustbolzen interpretiert werden. Die Bodendenkmalnummer der Denkmalliste des Landes Brandenburg ist 60033.

## Erinnerungskultur und Mythos
Die Ruinen der geheimnisumwitterten Burg und das Adelsgeschlecht derer von Uchtenhagen sind Gegenstand einer Reihe von Freienwalder Sagen.

### Die Schlacht auf dem roten Felde
Der Ritter von Hagen wird vom Kurfürsten gebannt, verliert alle seine Habe und lebt als Raubritter auf dem Schlossberg. Bei einer blutigen Schlacht zwischen dem Kurfürsten von Brandenburg und dem Herzog von Mecklenburg auf dem Roten Feld im Bereich der Sonnenburger Heide bei Bad Freienwalde rettet der Ritter von Hagen, in schwarzer Rüstung mit seinen Knappen aus dem Gebüsch hervorbrechend und den Mecklenburgern in den Rücken fallend, den Kurfürsten. Aus Dank schenkt der Kurfürst dem Ritter alles Land, das er an einem Tag ausgehend vom Schlossberg mit dem Pferd umreiten kann. Der Ritter erhält den Namen „Ritter von Ut dem Hagen“ (aus dem Gebüsch). Hieraus entwickelt sich der Name Uchtenhagen. Ritter Ut dem Hagen errichtet anschließend die Burg Malchow.

### Das Uchtenhagen-Ständchen
Musikanten wandern nachts von Falkenberg nach Freienwalde. Am Schlossberg sagt ein Musikant: „Wollen dem alten Uchtenhagen ein Ständchen bringen.“ Die Musikanten spielen auf und der Geist des Uchtenhagen erscheint, gibt ihnen ein Geldstück und sagt: „Einmal sollte es ihnen geschenkt sein aber sie sollten es sich nicht wieder beikommen lassen.“

### Böttcher Trampe
Böttcher Trampe aus Freienwalde wird von den Geistern der Uchtenhagens mittels eines Pudels mit glühenden Augen und einem selbstfahrenden Kahn auf die Burg Malchow geholt, um Fässer voller Gold mit Deckeln zu verschließen. Als Lohn erhält er ein Fass voller Gold, das er aus Habgier wieder verspielt.

### Die weiße Frau vom Schloßberg
In der Schlucht am Schlossberg spukt eine weiße Frau, die erlöst werden will. Sie zeigt sich in verschiedener Gestalt. Besonders häufig trifft man sie in der Johannisnacht am 23. Juni um 24 Uhr. In dieser Nacht liegt auch ein Schatz auf dem Schlossberg.

### Das klingende Fließ
Ein Fischer wird am Schlossberg durch eine Drohung einer im klingenden Fließ verborgenen alten Glocke, „Anne Susanne, Willst tu mit to Wasser oder to Lanne?“ gezwungen, einen schwarzen Geisterhund im Boot mitzunehmen.